# Яковлев, Борис Евгеньевич
Борис Евгеньевич Яковлев (20 февраля 1924, Кочуково, Желтухинский район, Рязанская область — 3 декабря 1987, Москва) — советский футболист, защитник, футбольный тренер.

## Биография

### Карьера игрока
Воспитанник московского «Спартака».
В 1942—1945 годах участвовал в Великой Отечественной войне, к концу войны носил звание старшины. Награждён Орденом Красной Звезды (1945).
С 1947 года выступал в классе «Б» за московские «Трудовые резервы». В 1949 году перешёл в московский «Локомотив», в его основном составе дебютировал только спустя год, проведя 4 матча в чемпионате СССР 1950 года. В 1951 году сыграл три матча в высшей лиге за московское «Торпедо».
В конце карьеры провёл четыре сезона в команде города Ступино (команда также носила названия «Зенит» и «Крылья Советов»). В 1955—1956 годах был её играющим тренером.

### Тренерская карьера
В 1957 году возглавил калининскую «Волгу» и тренировал её в течение пяти лет. В 1962 году работал с командой «Волна» (Дзержинск). В 1964—1969 годах тренировал саратовский «Сокол», победитель зонального турнира класса «Б» 1965 года, полуфиналист Кубка СССР 1966/67. Затем возглавлял ростовский СКА, воронежский «Факел», рязанский «Спартак» и кировское «Динамо». С 1984 года до конца жизни снова тренировал «Сокол».
Скончался 3 декабря 1987 года в Москве на 64-м году жизни.